# Santa Maria de Cervià
Santa Maria de Cervià és un monestir romànic de Cervià de Ter (Gironès), declarat bé cultural d'interès nacional.

## Història
Va ser fundat el 1053 per Silvi Llobet, senyor del castell de Cervià, quan es consagrà la nova església, més àmplia que el temple parroquial, que Llobet i la seva esposa Adalets. A l'acte, on exposaren el seu propòsit de fundar un monestir de monjos benedictins, hi assistiren el comte Ramon Berenguer I de Barcelona i la seva àvia, la comtessa Ermessenda de Carcassona, entre d'altres. El 1055 es transformà en priorat del monestir de San Michele della Chiusa, abadia situada als passos alpins que connecten la Provença amb el Piemont, i el 1069 consta com a constituïda la comunitat. El segle xi mantingué l'activitat cultural, completada amb el funcionament d'una escola, i el segle xiv en començà el declivi: hostilitats amb el senyor Francesc de Cervià, i no hi havia vida de comunitat. La crisi produïda per les dissensions papals repercuteix a Cervià. Al segle xvi ja havia trencat els lligams amb Klausen i era vinculat al monestir de Santa Maria de Ridaura (Garrotxa). Al segle xviii s'uní al monestir de Sant Pau del Camp de Barcelona, fins que el 1835 fou desamortitzat, venut a particulars i convertit en masia.
El 1854, el rector de Cervià informà al bisbe del mal estat de l'església del monestir i insinuà la conveniència que hauria de dependre totalment de la parròquia per evitar el seu anihilament. El 1939, acabada la Guerra Civil, es va fer servir de parròquia, ja que la titular havia sofert grans destrosses, quedant inutilitzada. Una vegada arreglada, les funcions parroquials es tornaren a celebrar al temple parroquial.
El 1981, després de llargs anys d'abandó, el monestir (tret de l'església) va ser adquirit per l'Ajuntament, que l'ha condicionat com a centre cultural.

## Descripció

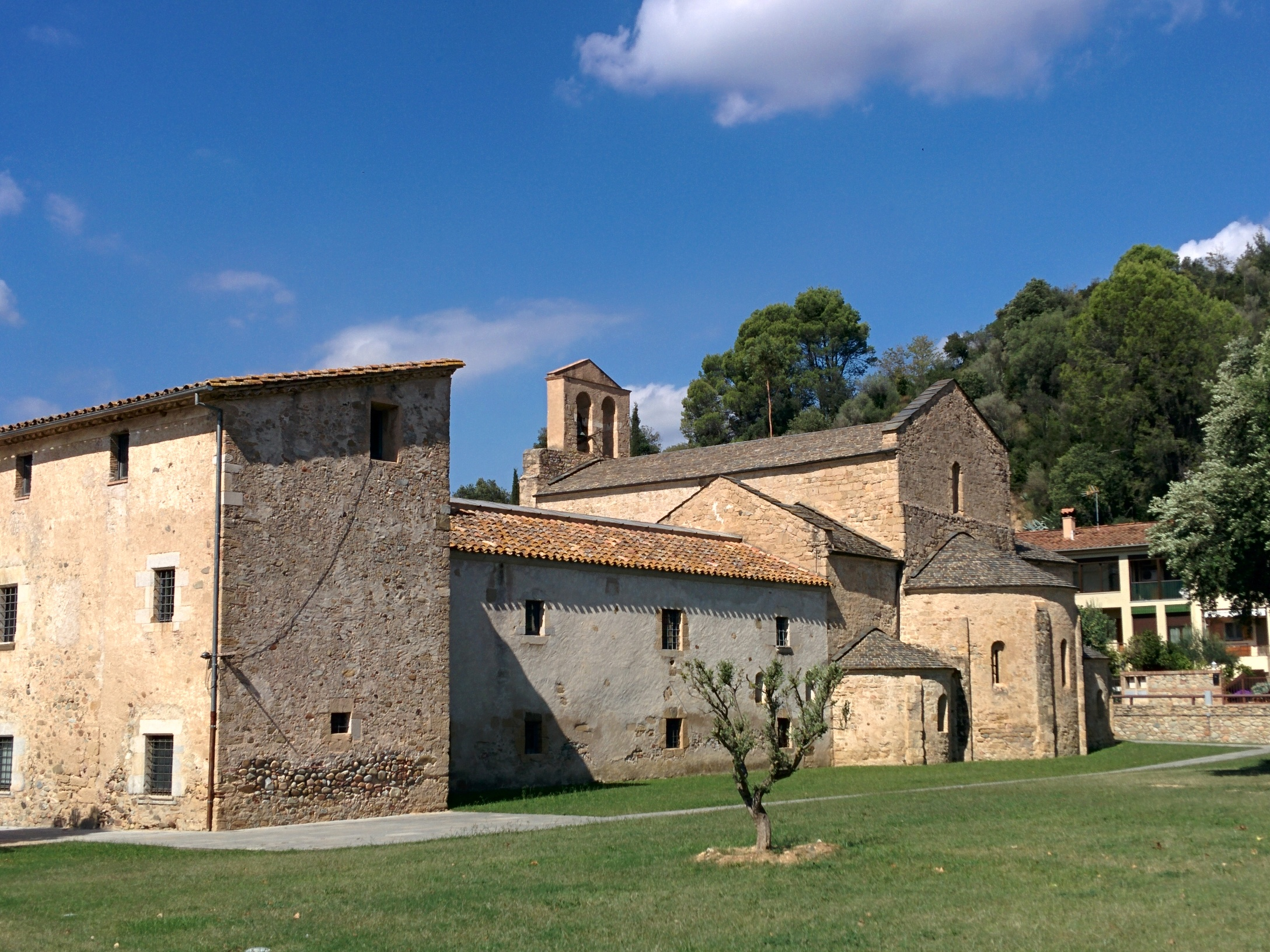

El conjunt monàstic es troba a l'exterior de l'antic nucli urbà del poble. Comprèn l'església i adossada a aquesta una construcció quadrangular, centrada pel claustre amb les edificacions monacals. L'edifici del monestir comença a l'esquerre de la capçalera de l'església. S'han trobat recentment dues petites finestres de punt rodó, possiblement del segle xii i que podrien correspondre a les finestres exteriors de la sala capitular. A sota d'aquestes finestres hi ha marcat un arc de mig punt que podia pertànyer a una altra finestra. El canvi d'emplaçament de les obertures ha estat una constant segons les necessitats de la comunitat. El parament és diferent del de l'església, ja que aquesta part fou construïda en diverses èpoques.

### Església
L'església és un edifici romànic de planta basilical, de tres naus de dos trams i tres absis oberts al transsepte. La nau central, més alta, i els braços del creuer, es cobreixen amb volta de canó, la lateral nord amb volta de quart de cercle i la sud amb dos trams de volta d'arestes. La façana actual està situada a uns 3,5 m més reculada del lloc on es va preveure inicialment. El cos central de la façana s'eixampla cap a la meitat per tal de seguir la forma de la coberta de les naus laterals. Té una finestra centrada, de doble esqueixada. El portal d'entrada és format per tres arquivoltes en degradació, amb una motllura exterior. A la llinda hi ha una inscripció força malmesa. Al timpà semicircular de damunt la llinda hi ha un escut amb les restes de tres flors de lis i, a banda i banda, una inscripció que diu «Abat Miquel». La porta de fusta de roure està adornada amb peces de ferro i manté l'antic forrellat. Els carreus són ben escairats i llisos en tota aquesta façana de llevant. Al capdamunt s'alça el campanar d'espadanya rematat per un afegit d'època posterior.
El mur de la cara nord té una sola obertura: una finestreta amb esplandit sobre la coberta de la nau lateral. El tractament de l'aparell és força primitiu en tot l'exterior de l'edificació. Trobem carreus ben tallats a la porta principal, als marcs de les obertures i en els caires. La capçalera està formada per tres absis. El del mig té l'amplada de la nau central i l'alçada de les naus laterals. Presenta tres finestres, d'una sola esqueixada a l'interior i un refondit al mur exterior, i està decorat amb quatre lesenes. Els altres dos absis són d'alçades diferents: el de la dreta més alt que el de l'esquerre. Cada un té una sola obertura del mateix tipus que les de l'absis central, però més petita. Sobre l'absis s'aixeca la paret posterior de la nau central, amb una finestra que il·lumina la nau. Les capelles laterals estan emmarcades per tres arcs de mig punt, a banda i banda de la nau central, apuntalats sobre unes pilastres molt sòlides. El presbiteri queda elevat del nivell de la nau per dos esglaons.
Les donacions al priorat dels successius senyors de Cervià i d'altres famílies del seu entorn foren considerables, i era le lloc on s'enterraven els membres més destacats de la família dels Cervià. Actualment, només és visible a l'església la tomba de Beatriu, esposa de Guerau de Cervià.

### Claustre

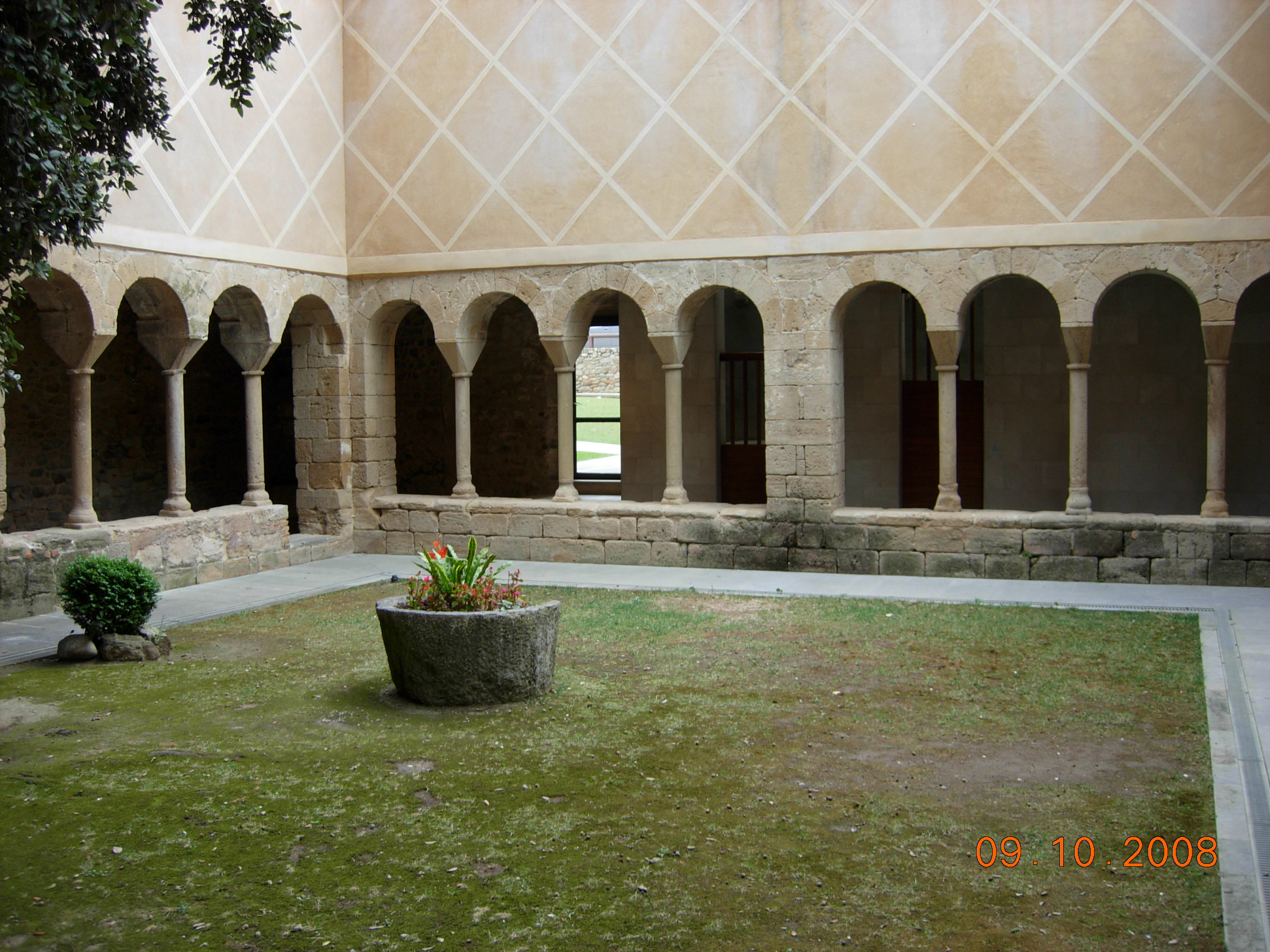
Claustre

Sembla que el claustre primitiu era totalment rodejat de columnes i de dimensions més petites, la meitat de l'actual. Segons Montsalvatge, el 1746 fou ampliat, doblant-ne la capacitat; seria aleshores que es substituïren les columnes per les senzilles arcades baixes. D'aquesta època (1746-1753) datarien també alguns cossos del costat sudest, l'adequació d'algunes sales de l'ala sud, així com diversos altars barrocs que foren destruïts el 1936.
La seva història aniria lligada als esdeveniments pels quals passà el monestir, fins que (com tot el conjunt) s'havia arribat a un estat quasi de ruïna. Quan l'Ajuntament de Cervià de Ter adquirí el monestir el 1981, les obres de restauració començaren pel claustre. Actualment és l'única part del monestir que es troba en bon estat.
Situat a migdia de l'església, conserva dues ales romàniques, amb un seguit d'arcs de mig punt sostinguts per columnes llises i capitells trapezials, també llisos, formant grups de quatre separats per pilastres. En una època indeterminada a causa de la manca de documentació, però que podria correspondre a la primera meitat del segle xiv, quan el claustre fou ampliat amb unes senzilles arcades de mig punt, i un pis superior. Uns arcs als angles de les galeries uneixen els trams d'uns amb els altres. La coberta actual és embigada, restaurada recentment. A la part nord del claustre s'hi ha construït un cos adossat a la paret de l'església i que ocupa la meitat del corredor.